# Sworn to the Dark
Sworn to the Dark treći je studijski album švedskog black metal-sastava Watain. Album je 19. veljače 2007. objavila diskografska kuća Season of Mist. 

## O albumu
Album se sastoji od 11 pjesama od kojih su dvije instrumentali (pjesma pod rednim brojem 10., "Dead but Dreaming", bazirana je na citatu H. P. Lovecrafta - "In his house at R'lyeh, dead Cthulhu waits dreaming"). Pjesme na albumu većinom su napisali članovi sastava zajedno (takozvano "Presveto Trojstvo" koje čine Danielsson, Jonsson i Forsberg), no za pjesme pod rednim brojevima 1. ("Legions of the Black Light") i 9. ("Darkness and Death") učinjena je iznimka; tekst za pjesmu "Legions of the Black Light" napisao je Set Teitan, znan kao bivši član black/melodične death metal grupe Dissection, koji je pjesmu posvetio pokojnom pjevaču Dissectiona Jonu Nödtveidtu. Tekst za pjesmu "Darkness and Death" napisao je Michayah Belfagor iz sastava Ofermod.

## Popis pjesama
Tekstovi i glazba: Watain, osim gdje je označeno drugačije. 
| 1.    | »Legions of the Black Light«       | Set Teitan        | 8:04 |
| 2.    | »Satan's Hunger«                   |                   | 6:46 |
| 3.    | »Withershins« (instrumental)       |                   | 1:02 |
| 4.    | »Storm of the Antichrist«          |                   | 4:15 |
| 5.    | »The Light That Burns the Sun«     |                   | 7:04 |
| 6.    | »Sworn to the Dark«                |                   | 5:03 |
| 7.    | »Underneath the Cenotaph«          |                   | 4:12 |
| 8.    | »The Serpent's Chalice«            |                   | 6:42 |
| 9.    | »Darkness and Death«               | Michayah Belfagor | 4:13 |
| 10.   | »Dead but Dreaming« (instrumental) |                   | 2:05 |
| 11.   | »Stellarvore«                      |                   | 8:17 |
| 57:43 |                                    |                   |      |

## Recenzije
Album je kritički uglavnom bio dobro prihvaćen. Chad Bowar, glazbeni kritičar sa stranice About.com dodijelio je albumu 4 od 5 zvjezdica te ga opisuje kao "zlokobnu i prijeteću dozu black metala". Nastavljajući svoju recenziju, navodi: "Čut ćete brujeće gitare i mahnite blast beatove black metala, no Watain dodaje i dosta vrlo zaraznih i melodičnih rifova te nekoliko odličnih gitarističkih protumelodija." Završava svoju recenziju govoreći: "Ovo je vrlo dobro oblikovan album koji je opasan ali ujedno i melodičan."
Eduardo Rivadavia sa stranice Allmusic dao je albumu 4,5 od 5 zvjezdica te je naveo kako je sastav "postigao savršenu ravnotežu između Venomovog odnosno Darkthroneovog izravnog divljaštva i jednostavne izvedbe te Emperorovih spiralnih aranžmana i progresivne orijentacije". Nastavljajući svoju recenziju, navodi: "Sigurno ćete negdje pronaći ekstremnije, mizantropičnije i avanturističkije black metal albume od Sworn to the Darka, ali traganje za uravnoteženijim ili - ovo bi moglo zvučati proturječno za odvratni stari black metal - ugodnijim zadavat će vam muke".
Scott Alisoglu sa stranice Blabbermouth.net ocijenio je album ocjenom 8 te je izjavio: "Watain je sastav koji se ne bavi eksperimentiranjem niti mijenjanjem glazbenih žanrova, već se isključivo bavi stvaranjem izvrsnih black metal pjesama koje spaljuju rupe u duši te ostavljaju trajni udarac na psihu. Ne može biti bolje od toga."
Album je također uvršten i na nekoliko popisa najboljih godišnjih albuma. Na Terrorizerovom izdanju imena Secret History of Black Metal (objavljenom u rujnu 2009. godine) album se našao na trinaestom mjestu na njihovoj listi "Top 40 black metal albuma".

## Zasluge
| Watain - E. – vokali, bas-gitara - P. – gitara - H. – bubnjevi Dodatni glazbenici - Set Teitan – tekst i solo gitara na pjesmi "Legions of the Black Light" - Michayah Belfagor – tekst i solo gitara na pjesmi "Darkness and Death" - Peter Stjärnvind – gostujući vokali na pjesmi "Stellarvore" - Alvaro Lillo – gostujući vokali na pjesmi "Stellarvore" - Carlos Aguilar – gostujući vokali na pjesmi "Stellarvore" - Tobias Sidegård – gostujući vokali na pjesmi "Stellarvore" | Ostalo osoblje - Peter In de Betou – mastering - Erik "Tyrant" Gustavsson – fotografija - Timo "Ketalodog" Ketola – naslovnica - Tore Stjerna – produkcija, snimanje, miksanje |